# 汤姆·麦金托什
汤姆·麦金托什（英語：Tom Mackintosh，1997年1月30日—），新西兰男子赛艇运动员。他曾代表新西兰参加2020年夏季奥林匹克运动会赛艇比赛，获得男子八人单桨金牌。